# Topolaritone
Il Topolaritone (contrazione di Polaritone topologico) è una quasiparticella descritta per la prima volta in Physical Review X da Gil Refael del California Institute of Technology di Pasadena e da scienziati del Technion di Haifa (Israele) che sarebbe l'unione di un fotone e di un eccitone. Avrebbe la particolarità di non possedere il fenomeno della riflessione all'indietro cosicché usando queste particelle si potrebbe trasportare fotoni in un'unica direzione.